# 赤崎神社楽桟敷

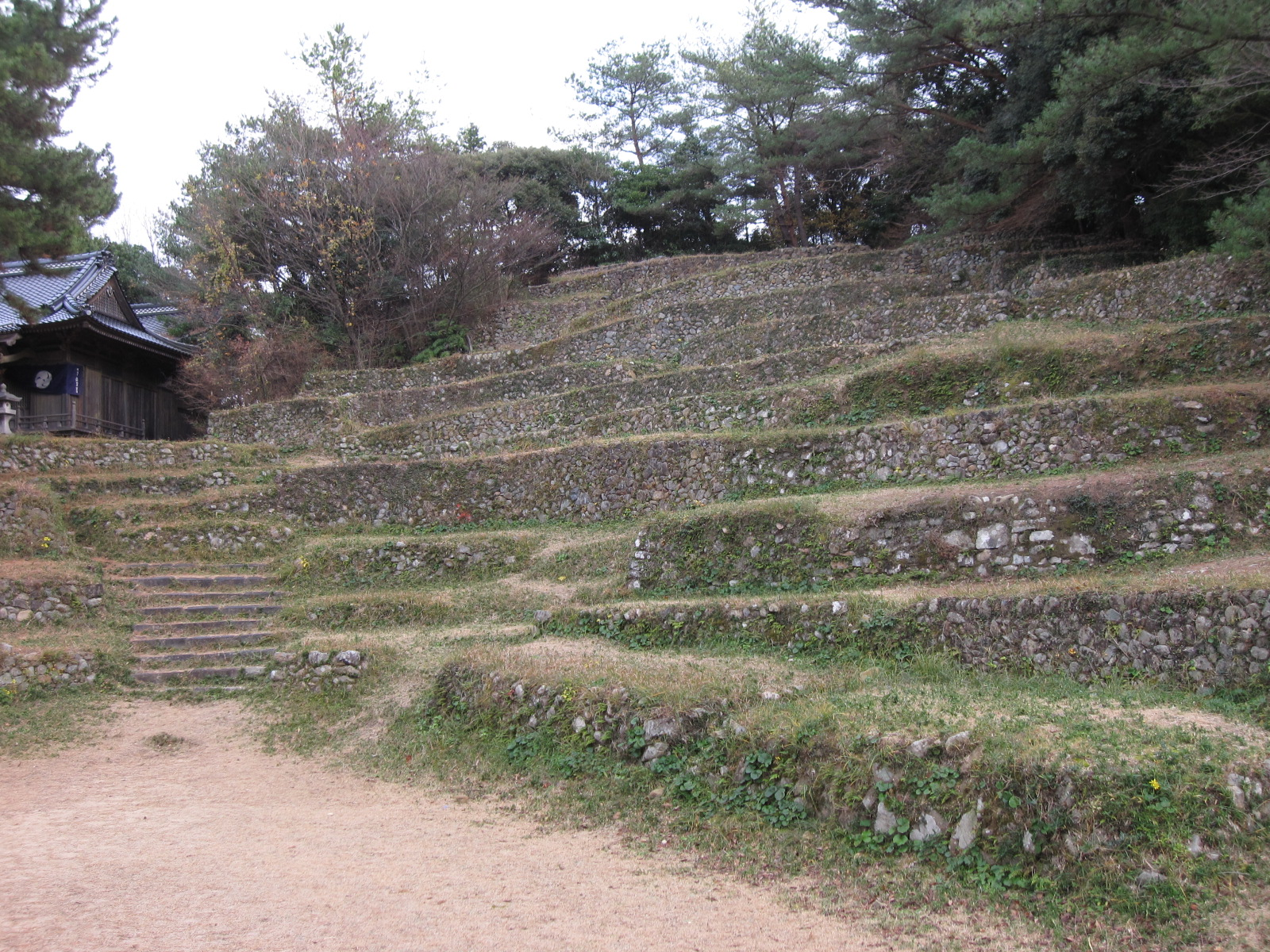
赤崎神社楽桟敷（正面より）

赤崎神社楽桟敷（あかさきじんじゃがくさじき）は、山口県長門市にある半円形の屋外劇場。国の重要有形民俗文化財に指定されている。

## 概要

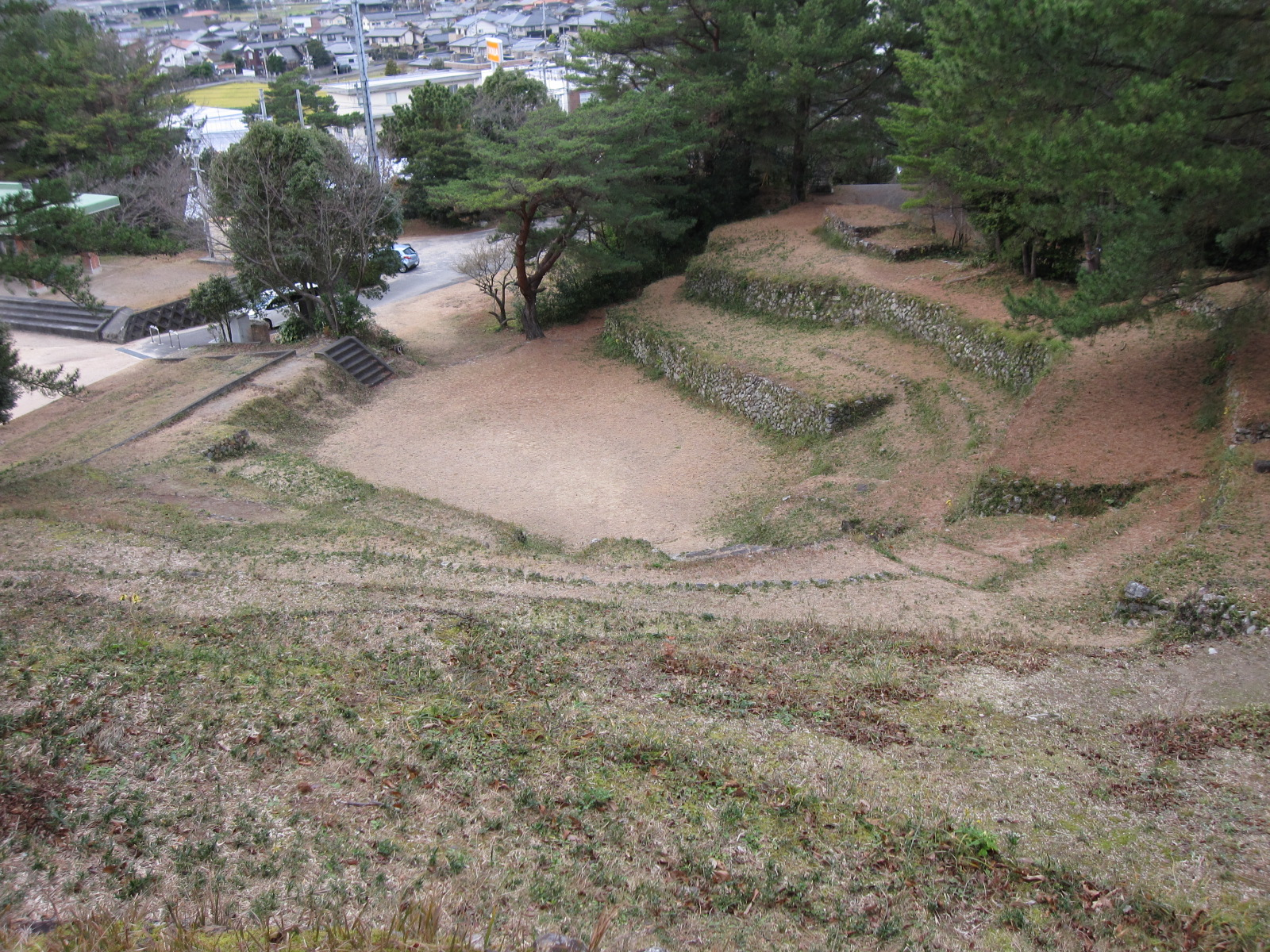
赤崎神社楽桟敷（俯瞰）

楽桟敷は赤崎神社の西南の擂鉢状の地形の底面を演舞場、北、東、南側の斜面を観覧席とした馬蹄形の野外劇場で、総面積は1611.8平方メートル、北側4段、東南側は5段から12段のスタンド状となっている。各桟敷の高さは90 - 170センチメートル程度、畳3枚程度の面積に区分されている。桟敷席は代々所有権が受け継がれる個人席、「宮桟敷」「御用桟敷」と呼ばれる神社関係者用の席、奉納関係者用の桟敷などがあり、文化財に指定される以前には権利のない一般者は使用できなかった。
明治13年（1880年）に赤崎神社の本社に当たる飯山八幡宮に収められた『御神文』によれば、慶長元年（1596年）に牛馬の疫病が流行した際に赤崎明神に平癒を祈願した。その後、流行が沈静化した立願成就を感謝して、9月の例祭に管内にある7つの小村が楽踊、地踊、三番叟を奉納したことが始まりという。当初、擂鉢状の地形の底面を均した程度の舞台だったが、奉納芸能が継続されるにつれ、石積みの桟敷席に整備され「楽桟敷」と呼ばれるようになった。江戸時代に全国的に農村歌舞伎が流行すると、踊庭に面して芝居舞台が建築され、地芝居や南条踊も奉納されるようになった。

## 文化財指定
昭和36年に長門市と長門市議会から、楽桟敷をコンクリート製の円形スタンドに改修し山口国体の相撲会場として誘致する計画が持ち上がった。計画に対して郷土史家と桟敷の所有者有志が文化財としての保護を訴え、「赤崎闘争」と呼ばれる保存運動が発生した。演劇史、建築史、民俗史、地方史など多くの学会が保存運動に賛同した結果、計画は差し止めとなり、昭和38年（1963年）に重要有形民俗文化財に指定された。
開発計画とともに芝居舞台は取り壊され、桟敷の一部は削られてしまったが、昭和56年（1981年）と平成9年（1997年）に景観保全のために修復工事が行われている。